# スナダフーヅ
株式会社スナダフーヅは、山口県を中心に『どんどん』の屋号でうどん店チェーンを展開する企業。本部は山口県萩市。

## 概要
1971年、創業者の砂田シゲヨが個人事業で山口県萩市唐樋町に『うどんの店』を開店する。1973年に2号店を出店するのに合わせて法人化し、「『うどんの店』だと格好がつかない」という二代目・砂田泰彦の意見で店名を変えることになり、二代目の子供がうどんのことを「どんどん」と呼んでいた（いわゆる幼児語）ことから、それを屋号に採用した（1993年に現法人に改組）。元々は萩市内に2店舗を構える『レストランすなだ』を経営しており、当時はレストラン部門を主力としていたが、徐々にうどん店に事業の主力を移行し、積極的にチェーン店展開を図っている。
当初は各店舗でマニュアル化されたレシピにより作成されていたが、2001年（平成13年）にはセントラルキッチン方式を導入。生麺・野菜等の食材を一元管理している。
非常に客の回転が速く、注文を受けたあと（レジにて前払いで注文する）着席するとほぼ同時にうどんが運ばれてくることでも知られている。これを実現するため、店舗ではカラフルな食券（約70種類）を用い、レジで注文が入ると（客が支払う前に）その食券を見た厨房の担当者が調理を開始する仕組みになっているほか、うどんについては3つある茹で釜で常にうどんを茹で続けることで素早い提供を可能にしている。このため店員は入店するとまず「食券とメニューの紐づけを暗記する」ことを求められ、早い人間だと約1週間で暗記するという。

### 店舗
- うどん屋 どんどん（37店舗）
- dondon labo（1店舗） - アトラス萩内。2023年1月19日オープン[2]。メニュー構成が他店と異なる実験店舗。

山口県内が中心（美祢市以外の12市に出店）だが、島根県・岡山県・広島県に計7店舗と、東京都に1店舗を展開する。うち3店舗はセルフうどんの形態。
かつてはゆめタウン山口内に『平さん』、おのだサンパークフードコート内に『どんどん家』の屋号の店舗が存在していた（いずれも屋号が異なるのみでメニュー構成等は「どんどん」とほぼ同一）が、いずれも『どんどん』に屋号変更しており存在しない。

## 参考
- 一般店型式の「どんどん」には「たなかうどん」というメニューがある。肉うどんにわかめなどをのせたものであるが、名前の由来は「（このうどんを毎日のように食べていた）創業時からの従業員の名字に由来」とのことである。このことはtys「ちぐまや本舗」2004年7月10日放映分で紹介された（参考）。
- 萩市唐樋町の唐樋店（どんどんの1号店）と萩市土原の土原店（実質的な本店）には、角寿司などの他店にないメニューがある。
- 一般的な蕎麦・うどん店のものとは異なる半円形の衣の海老天が特徴的だが、これは普通の天ぷらのように海老に衣をつけて揚げるのではなく、天かすを円形に整形しその上に海老を乗せて半円状に折りたたんでさらに揚げるという工程で作られている。これにより「衣をうどんつゆの中に崩して味の相乗効果を得られる」という[1]。
- 東京都の1店舗は東京シティエアターミナル（中央区日本橋箱崎町）内にあるセルフうどん店で、店内製麺を行っている[5][6]。